# Heinrich Kraz
Heinrich Kraz (* 27. März 1811 in Kirchheim; † 30. Dezember 1891 in Stuttgart) war ein württembergischer Politiker.

## Beruf
Heinrich Kraz besuchte das Gymnasium in Kirchheim. Nach dem Abitur studierte er von 1828 bis 1833 Philosophie im Tübinger Stift. Während seines Studiums wurde er 1828 Mitglied der Burschenschaft Feuerreiter Tübingen.  Im Herbst 1833 machte er sein Examen und war danach Diakon in Kleiningersheim.  Seit 1834 arbeitete er als Repetent an den evangelisch-theologischen Seminaren in Schöntal und (seit 1835) in Tübingen. 1846 wurde er Professor am evangelisch-theologischen Seminar in Urach. Im Mai 1850 fand eine Disziplinaruntersuchung statt und Kraz wurde wegen seines hervorstechenden Gebarens aus politischen Gründen nach Stuttgart versetzt, dort war er Professor am Obergymnasium. 1858 wurde er Rektor dieser Lehranstalt. 1878 trat Heinrich Kraz in den Ruhestand.
Heinrich Kraz war Herausgeber des „Correspondenzblattes für Gelehrten- und Realschulen“. 1876 war er Mitglied der Konferenz für deutsche Rechtschreibung in Berlin.

## Politik
Im Wahlbezirk Nürtingen wurde Kraz 1849 auf Empfehlung von Theodor Eisenlohr in den 16. außerordentlichen Landtag (Erste Verfassungrevidierende Landesversammlung) gewählt. 1850 bei den Wahlen zum 17. außerordentlichen Landtag (Zweite Verfassungberatende Landesversammlung) und zum 18. außerordentlichen Landtag (Dritte Verfassungberatende Landesversammlung) konnte er sich ebenfalls durchsetzen.

## Ehrungen
- 1871 Ritterkreuz 1. Klasse des Friedrichs-Ordens
- 1878 Ritterkreuz 2. Klasse des  Ordens der Württembergischen Krone. Der persönliche Adel war mit dem Ritterkreuz 2. Klasse nicht verbunden.
- 1878 Ehrendoktorwürde (Dr. phil. h. c.) der Universität Tübingen
- 1884 Verleihung des Titels Oberstudienrat